# Kirchanschöring
Kirchanschöring è un comune tedesco di 3 073 abitanti, situato nel land della Baviera.
Le aziende internazionali Meindl e Royalbeach hanno la loro sede a Kirchanschöring. Ulteriori settori industriali sono il turismo, il commercio e l'agricoltura.
Qua è nato il calciatore Bernd Dürnberger.